# Käfigverbindungen

Prisman

Unter Käfigverbindungen versteht man polycyclische Verbindungen, die die Form eines Käfigs besitzen.
Diese können geometrischen Körpern ähneln wie Prisman. Verbindungen wie Tetrahedran oder Cuban besitzen die geometrische Formen von platonischen Körpern und werden daher Platonische Kohlenwasserstoffe genannt. Die Namensgebung bevorzugt häufig nicht die IUPAC-Regeln für polycyclische Verbindungen, sondern Trivialnamen, die das Aussehen der Verbindungen widerspiegeln. Aufgrund der thermodynamischen Instabilität (Ringspannung, anomale Bindungslängen und -winkel) stellt die Synthese häufig eine große Herausforderung dar. Neben den reinen Kohlenstoff-Käfigverbindungen gibt es auch Käfigverbindungen mit Heteroelementen, besonders Bor (Carborane) und Phosphor sowie reine anorganische Vertreter wie die höheren Borane.
Der gleiche Begriff wird auch für Einschlussverbindungen gebraucht.